# Zasuv, Radîvîliv
Zasuv (în ucraineană Засув) este un sat în comuna Mîhailivka din raionul Radîvîliv, regiunea Rivne, Ucraina.

## Demografie
Componența lingvistică a localității Zasuv
     Ucraineană (100%)
Conform recensământului din 2001, toată populația localității Zasuv era vorbitoare de ucraineană (100%).